# Liezen

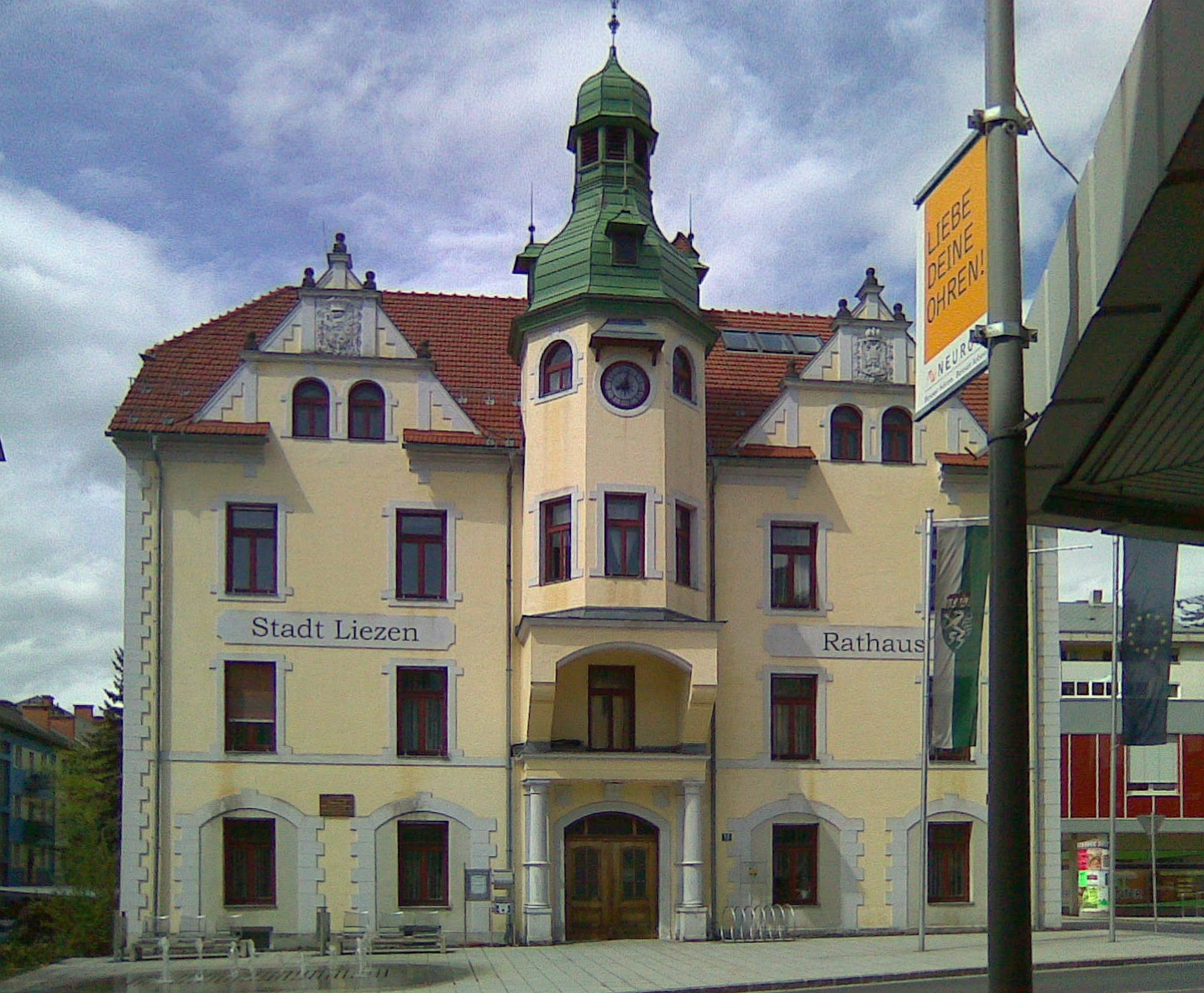
Rådhuset.

Liezen är en stadskommun i det österrikiska förbundslandet Steiermark. Staden är administrativt och ekonomiskt centrum av Ennsdalen i norra Steiermark. Liezen är huvudort i distriktet med samma namn.

## Kommunen

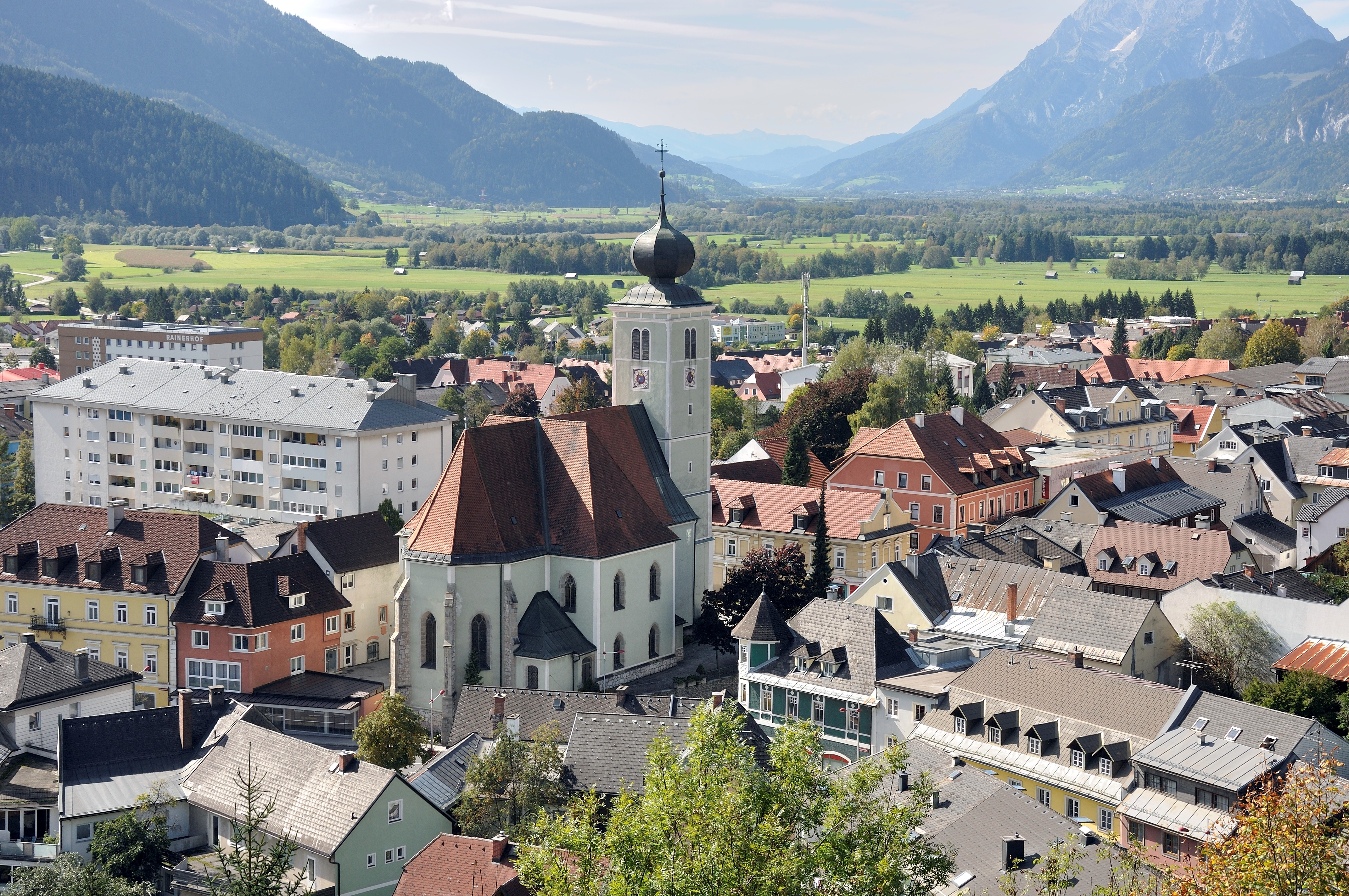

Kommunen fick sin nuvarande utsträckning i samband med kommunreformen i Steiermark 1 januari 2015 då kommunerna Liezen och Weißenbach bei Liezen slogs samman. 
Kommunen består av fyra orter (Ortschaften) (inom parentes invånarantal 1 januari 2024):
- Liezen (6 657)
- Pyhrn (249)
- Reithtal (131)
- Weißenbach bei Liezen (1 174)

## Geografi
Liezen ligger norr om floden Enns omgivet av kalkalperna i norr och centralalperna i söder. Genom orten rinner bäcken Pyhrn (Pyhrnbach) som också ger namnet till ett viktigt bergspass mot Oberösterreich i nordöst. Den breda Ennsdalen utgör ett rikt odlingslandskap med våtmarker och ängar där en del sällsynta djur och växter, t.ex. Strandiris och Gullstånds finns bevarad. Högre upp på fjället norr om staden pågår fäboddrift under sommarhalvåret.

## Historia
Där Liezen ligger idag fanns det på romartiden en poststadion kallad Stiriate. Namnet Liezen (då Luecen) nämns för första gången 1074 i ett gåvobrev till klostret Admont. Liezen ägdes av klostret och hörde till de steiriska besittningar av furstebiskopsdömet Salzburg. I närheten byggdes försvarsanläggningar vid floden Enns.
Under reformationen drabbades Liezen av den stora bonderesningen 1525. Befolkningen anslöt sig till den lutherska läran och 1625 konstaterade en religionskommission att fortfarande två tredjedelar av invånarna var protestanter. Men motreformationen segrade.
1600 och 1700-talet var annars en fredlig tid för Liezen som blev förskonad av stridshandlingar. 1800-talet däremot började med koalitionskrigen som en del av franska revolutionskrigen och Napoleonkrigen. 1800-01 i samband med andra koalitionskriget kom för första gången franska trupper till Ennsdalen. Även om orten inte var involverad i stridshandlingar drog egna och fiendens trupper genom orten. Strax efter krigen drabbades området av översvämningar och missväxter och stora prisstegringar bidrog till ekonomiska bekymmer.
Nyordningen av riket efter revolutionen 1848, när Liezen blev huvudort för ett distrikt, satte fart på ortens utveckling. Till denna bidrog också järnvägsbygget. Utvecklingen avstannade under första världskriget. Först efter andra världskriget tog den fart igen. 1947 fick Liezen stadsrättigheter.
Som ett resultat av en förvaltningsreform i förbundslandet Steiermark år 2014 med syfte att reducera antalet kommuner har kommunerna Liezen och Weissenbach bei Liezen slagits ihop.

## Kommunikationer
Vid Liezen ansluter riksvägen B 320 som är huvudleden mellan Steiermark och Salzburg till motorvägen A9 mot Graz respektive Linz genom Bosruck-tunneln. Från Liezen leder B 138 över Pyhrnpasset till Spital am Pyhrn och vidare till Linz.
Vid järnvägsstationen Liezen stannar intercitytåg från Graz till Salzburg resp Innsbruck. Här avgår också lokala bussar.

## Näringsliv
Liezen är ett administrativt centrum och handelscentrum för Ennsdalen. Det finns ett större verkstadsföretag (MFL - Maschinenfabrik Liezen) med dotterbolag i Österrike och Tyskland. Totalt har koncernen över 1000 anställda. Företaget ingick tidigare i den statligt ägda VOEST-koncernen (Vereinigten Österreichischen Stahlwerken) då under namnet Noricum. I kommundelen Weissenbach finns en större produktionsanläggning för gipsskivor.

## Kultur
Vartannat år äger en internationell tävling för violoncell rum i Liezen. 2004 deltog över 120 musiker från mer än 20 nationer. Årligen återkommande är också den så kallade "Liezener Musiknacht". Live uppträdande från olika musikgrupper i olika musikriktningar i de flesta av stadens lokaler.
Liezens kyrka, byggd i gothiskt stil stammar från 1500-talet och har två innmurade stenar från romartiden. Altarbilden är målad av Kremser Schmidt.